# Mario Alberto Aguilar
Mario Alberto Aguilar (Buenos Aires, Argentina, 1 de agosto de 1978) es un exfutbolista argentino. Su posición natural era la de volante de creación o volante con llegada, aunque también jugó de volante central. Jugó en varios equipos de Argentina como Estudiantes, Lanús, Atlanta y Defensores de Belgrano, entre otros. En Venezuela integró el plantel del Deportivo Italia.

## Trayectoria
Inició su carrera profesional en Estudiantes (BA), tras su buen paso por la entidad de Caseros, llegó a Lanús a préstamo. Antes de volver al club blanquinegro tuvo un breve paso por Defensores de Belgrano, para afrontar la temporada 2001/02 de la Primera B Nacional, teniendo una gran participación en el dragón. 
En la Primera B también jugó para Atlanta totalizando 30 partidos y convirtiendo 6 goles. Luego, tuvo un corto paso por Temperley. 
En 2006 arribó en Venezuela, para convertirse en jugador de Deportivo Italia de la Segunda División. Allí, disputó la temporada 2006/07.
En la Primera C jugó en Argentino de Merlo, Luján y Excursionistas. También jugó en Cipolletti, cuando este todavía disputaba el Torneo Argentino B. Por su parte, la temporada 2011/12 la disputó en Ferrocarril Midland, club en el que no pudo continuar por razones financieras.
A mediados de 2012 regresó a Luján, club perteneciente a la Primera C, con el cual en la temporada 2012/13 peleó el descenso logrando finalmente mantener la categoría tras triunfar en un desempate ante San Miguel.
En el año 2013 llegó a Atlético Pilar perteneciente a la Liga Escobarense. Con dicho club afrontó el Torneo del Interior, es decir el campeonato de Quinta División. Sin embargo, tras pasar la fase de grupos, perdió en primera fase quedando fuera del certamen. A principios de 2015, se confirmó su arribo a Estudiantes de Buenos Aires tras diez años. Allí logró el subcampeonato del Campeonato 2015 de la Primera B. En 2016 retornó a Atlético Pilar para disputar el Torneo Federal C. Allí tuvo la oportunidad de jugar junto a su hijo Dylan Aguilar.

## Clubes
| Club                   | País      | Año       |
| ---------------------- | --------- | --------- |
| Estudiantes (BA)       | Argentina | 1998-2000 |
| Lanús                  | Argentina | 2000-2001 |
| Defensores de Belgrano | Argentina | 2001-2002 |
| Estudiantes (BA)       | Argentina | 2002-2005 |
| Atlanta                | Argentina | 2005-2006 |
| Cipolletti             | Argentina | 2006      |
| Deportivo Italia       | Venezuela | 2006-2007 |
| Temperley              | Argentina | 2007      |
| Argentino de Merlo     | Argentina | 2007      |
| Luján                  | Argentina | 2008      |
| Excursionistas         | Argentina | 2008-2011 |
| FC. Midland            | Argentina | 2011-2012 |
| Luján                  | Argentina | 2012-2013 |
| Atlético Pilar         | Argentina | 2013-2014 |
| Estudiantes (BA)       | Argentina | 2015      |
| Atlético Pilar         | Argentina | 2016-2020 |